# Польное (Красноярский край)
Польное — село в Канском районе Красноярского края. Входит в состав Филимоновского сельсовета.

## История
В 1976 году Указом Президиума ВС РСФСР посёлок фермы № 1 совхоза «Красный Маяк» переименован в Польное.
Законом Красноярского края от 6 июля 2004 года № 11-2174 статус посёлка Польное изменён на село.

## Население
| 2010 |
| ---- |
| 226  |